# Rudolf Opitz
Paul Rudolf Opitz (9. srpen 1910 v Landeshut in Schlesien, nyní: Kamienna Góra – 1. květen 2010 v Stratfordu, Connecticut) byl německý pilot kluzáků a zkušební pilot.

## Život

### Pilot kluzáku a zkušební pilot v DFS
Opitz se narodil v Landeshutu ve Slezsku a začal po škole studovat truhlářství. Brzy objevil svou lásku ke kluzákovému létání. V Rossittenu složil pilotní zkoušky a létal na Wasserkuppe. Do roku 1937 byl kluzákovým instruktorem a úspěšně se účastnil plachtařských soutěží v pohoří Rhön. Poté získal také pilotní průkaz k řízení motorových letadel a přesunul se do služby DFS. Tady prožil havárii s Alexandrem Lippischem. Poté byl opět krátce instruktorem kluzákového létání a 10. května 1940 se zúčastnil jako pilot vojenského kluzáku útoku Wehrmachtu na západní frontě. Při přistání s DFS 230 uspěl tak, že s posledním pohybem se dostal na místo, které mu bylo přiděleno. Jedná se o jeho jedinou vojenskou akci. Za tento čin získal německý zlatý kříž.

### Me 163
Od roku 1941 působil jako zkušební pilot na zkušební základně Rechlin a v Peenemünde-západ, kde se setkal s Heini Dittmarem a pomáhal při testování raketového stíhače Me 163. Letoun Me 163 V4 dosáhl pod vedením Heini Dittmara dne 2. října 1941 rychlosti 1003,67 km/h, pilotem letadla Me 110, který vytáhl raketovou Me 163A do vzduchu, byl Opitz. Po Dittmarově nehodě při přistání skončila sériová výroba Me 163. Později instruoval piloty pro lety s raketovým stíhačem. Dočasně také působil za Wolfganga Späteho jako velitel 1. skupiny JG 400. Dne 7. května 1945 utrpěl při nehodě při přistání s Me 163 vážné zranění.

### Život v USA
Po zotavení se s pomocí amerického letectva v roce 1946 Rudi Opitz dostal do Spojených států, kde mimo jiné prováděl různé tažné pokusy. Tam také přestavěl zabavený kluzák Horten IV a soutěžil na kluzákových soutěžích. Fotografie tohoto stroje byly zobrazeny na obálce autobiografie Reimara Hortena. V roce 1955 se stal americkým občanem a od roku 1956 pracoval jako zkušební pilot pro vývoj turbín ve společnosti AVCO Lycoming pod vedením Dr. Ing. Anselma Franze. Byl členem Asociace zkušebních pilotů. V roce 1993 se stal členem letky "US Glory Hall Glider Flight",[zdroj⁠?!] která získala cenu FAI No. 10 International Glider Achievement Achievement Award.
Ve stáří stále létal a přátelil se s Jimem Marskem, Alem Backstromem, Paulem McCreadym, Karlem Niklem a mnoha dalšími. V neposlední řadě byl důležitým poradcem v americké literatuře k tématu Me 163. Krátce před svými 100. narozeninami zemřel v domě ve Stratfordu v Connecticutu.

### Osobní život
Se svou manželkou Hannou Bolljahnovou měl až do stáří šťastné manželství, během kterého se narodili dva synové. Syn Michael později získal americkou licenci pilota kluzáku a také reprezentoval USA na mezinárodních mistrovských šampionátech.